# Ophryophryne microstoma
Ophryophryne microstoma és una espècie de granota que viu a la Xina, Laos, Tailàndia, Vietnam i, possiblement també, Cambodja.
Està amenaçada d'extinció per la pèrdua del seu hàbitat natural.